# مقاطعة غراند آيل (فيرمونت)
مقاطعة غراند آيل هي مقاطعة في فيرمونت، بلغ عدد سكانها 6٬970  نسمة، في 2010، عاصمتها نورث هيرو، تبلغ مساحتها 504 كيلومتر مربع.

## الموقع
تشترك في الحدود مع:
- مقاطعة فرانكلين (فيرمونت)
- مقاطعة كلينتون، نيويورك
- مقاطعة تشيتندن (فيرمونت)
- Le Haut-Richelieu Regional County Municipality [الإنجليزية]‏.

## التقسيمات الإدارية
- ألبور
- غراند إزلي
- إزلي لا موت
- نورث هيرو
- ساوث هيرو.